# Masdevallia amabilis
Masdevallia amabilis es una especie de orquídea epífita  o litófita originaria del norte de Perú.

## Descripción
Es una orquídea de pequeño tamaño que prefiere el clima cálido al frío, es de hábitos epífitas  o litófitas con un tallo  muy corto y discreto encajonado entre 2 y 3 cortas vainas tubulares membranosas con hojas erectas, coriáceas, oblanceoladas, agudas,  con un profundo surco en el centro en el que se canaliza el pecíolo. Florece en una inflorescencia apical, erecta, reclinada u horizontal, delgada, cilíndrica de 30 cm de largo,  con dos brácteas tubulares distantes  que se producen en el verano y a través de invierno con flores solitarias  muy por encima de las hojas. La mayoría de los factores distintivos de esta especie son la inflorescencia alargada con flores de color carmesí-rojo a morado, blanco o naranja.

## Distribución y hábitat
Es endémica del norte de Perú en alturas de 2000 a 5300  metros, donde se encuentra en los bosques de montaña y en las laderas rocosas con luz solar intensa

## Etimología
Su nombre significa la  Masdevallia amable. 

## Sinonimia
- Masdevallia flammula H.Mohr & Braas 1984
- Masdevallia venusta Schltr. 1921[1][2]